# Gerda Kupferschmied
Gerda Kupferschmied (* 19. August 1942 in Cottbus als Gerda Garke) ist eine ehemalige deutsche Hochspringerin, die für die DDR startete.
Bei den Olympischen Spielen 1964 in Tokio wurde sie Zwölfte.
1964 wurde sie mit ihrer persönlichen Bestleistung von 1,75 m DDR-Meisterin im Hochsprung.
Gerda Kupferschmied startete für den SC Karl-Marx-Stadt.